# Ольха приморская
Ольха́ примо́рская (лат. Alnus maritima) — вид цветковых растений рода Ольха (Alnus) семейства Берёзовые (Betulaceae).
В природе ареал вида охватывает Северную Америку: штаты Оклахома, Делавэр, Джорджия и Мэриленд.
В Англии (Кью) введена в культуру в 1878 году.
Эффектна осенью своей тёмно-зелёной листвой и жёлтыми висячими серёжками.

## Ботаническое описание
Дерево высотой до 10 м или кустарник. Побеги вначале опушённые, после тускло-оранжевые или красновато-коричневые.
Почки на ножках, остроконечные, опушённые. Листья эллиптические или обратнояйцевидные, длиной 6—10 см, шириной 3—6,5 см, остроконечные или коротко заострённые, редко тупые, при основании клиновидные, редко-зубчатые, сверху блестящие, тёмно-зелёные; снизу светло-зелёные и голые или почти голые.
Пестичные серёжки в числе двух—четырёх, длиной около 2 см, на коротких ножках.
Плоды — яйцеобразные орешки.

## Таксономия
Вид Ольха приморская входит в род Ольха (Alnus) подсемейства Берёзовые (Betuloideae) семейства Берёзовые (Betulaceae) порядка Букоцветные (Fagales).
|  |                                      |  |                                                             |                                                             |                     |  | ещё 7 семейств (согласно Системе APG II) | ещё 7 семейств (согласно Системе APG II)                   |                                                            |  |  |  | ещё 1—2 рода       | ещё 1—2 рода         |  |  |
|  |                                      |  |                                                             |                                                             |                     |  | ещё 7 семейств (согласно Системе APG II) | ещё 7 семейств (согласно Системе APG II)                   |                                                            |  |  |  | ещё 1—2 рода       | ещё 1—2 рода         |  |  |
|  |                                      |  |                                                             | порядок Букоцветные                                         |                     |  |                                          |                                                            | подсемейство Берёзовые                                     |  |  |  |                    | вид Ольха приморская |  |  |
|  |                                      |  |                                                             | порядок Букоцветные                                         |                     |  |                                          |                                                            | подсемейство Берёзовые                                     |  |  |  |                    | вид Ольха приморская |  |  |
|  | отдел Цветковые, или Покрытосеменные |  |                                                             |                                                             | семейство Берёзовые |  |                                          |                                                            | род Ольха                                                  |  |  |  |                    |                      |  |  |
|  | отдел Цветковые, или Покрытосеменные |  |                                                             |                                                             |                     |  |                                          |                                                            |                                                            |  |  |  |                    |                      |  |  |
|  |                                      |  | ещё 44 порядка цветковых растений (согласно Системе APG II) | ещё 44 порядка цветковых растений (согласно Системе APG II) |                     |  |                                          | ещё одно подсемейство, Лещиновые (согласно Системе APG II) | ещё одно подсемейство, Лещиновые (согласно Системе APG II) |  |  |  | ещё около 45 видов |                      |  |  |
|  |                                      |  |                                                             | ещё 44 порядка цветковых растений (согласно Системе APG II) |                     |  |                                          |                                                            | ещё одно подсемейство, Лещиновые (согласно Системе APG II) |  |  |  |                    |                      |  |  |